# Nước mắt cá sấu

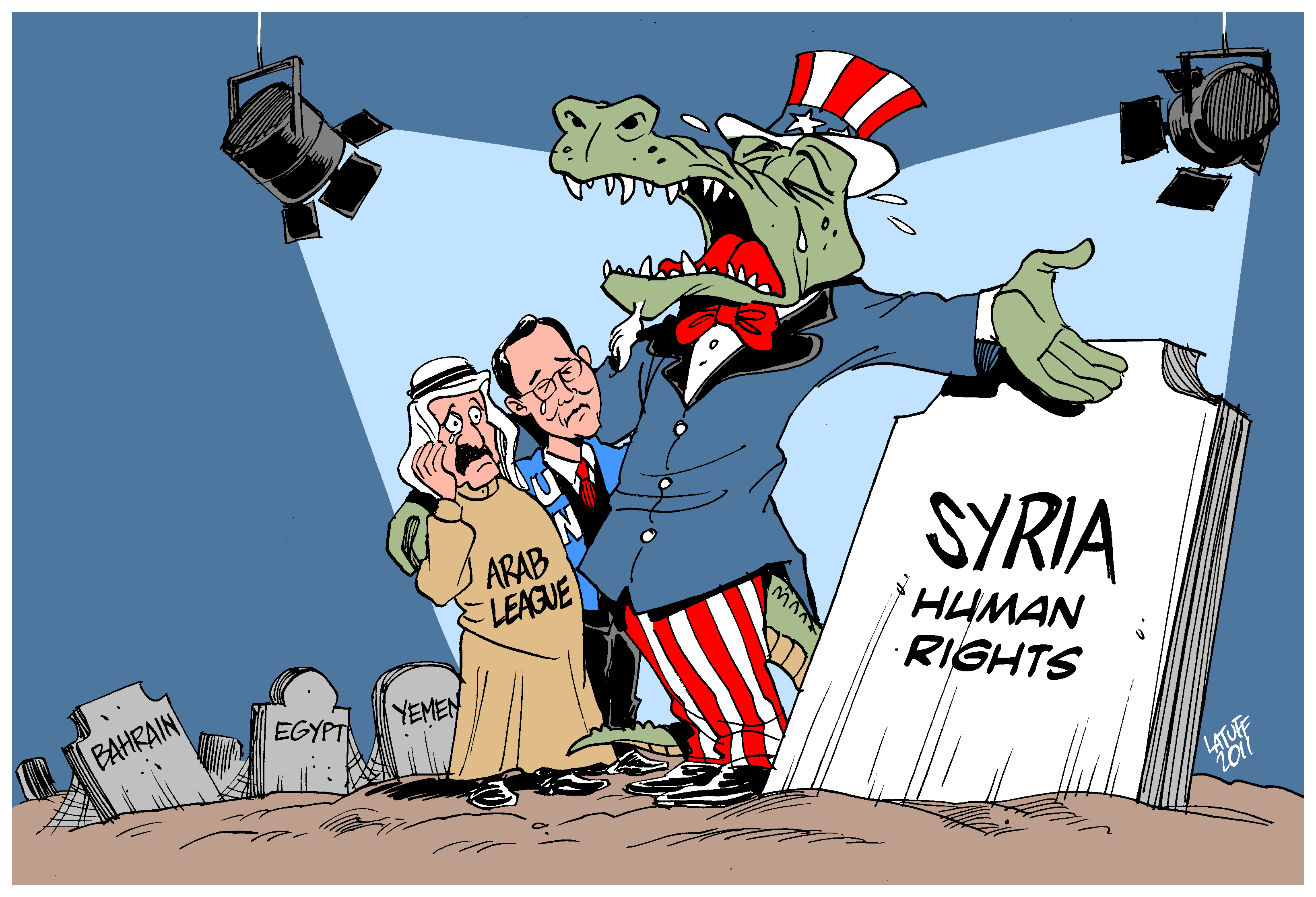
Biếm họa về nước mắt cá sấu Mỹ cho tình hình nhân quyền của Syria

Nước mắt cá sấu (hay sự cảm thông hời hợt, bề ngoài, làm bộ, giả tạo) là một biểu hiện giả dối, không thành thật của cảm xúc như một kẻ đạo đức giả khóc những giọt nước mắt đau buồn giả tạo. Cụm từ này xuất phát từ một niềm tin cổ xưa rằng cá sấu đã rơi nước mắt khi ăn con mồi và như vậy có mặt trong nhiều ngôn ngữ hiện đại, đặc biệt là ở châu Âu. Trong khi cá sấu có cấu tạo ống dẫn nước mắt, chúng khóc để bôi trơn mắt, điển hình là khi chúng ra khỏi nước trong một thời gian dài và mắt chúng bắt đầu khô. Tuy nhiên, bằng chứng cho thấy điều này cũng có thể được kích hoạt khi ăn. Hội chứng Bogorad là một tình trạng khiến những người mắc bệnh rơi nước mắt khi ăn thực phẩm, do đó đã được dán nhãn "hội chứng nước mắt cá sấu" có liên quan đến truyền thuyết.